# Futbol'nyj Klub Torpedo Moskva 2019-2020
Questa voce raccoglie le informazioni riguardanti il Futbol'nyj Klub Torpedo Moskva nelle competizioni ufficiali della stagione 2019-2020.

## Stagione
Alla stagione di esordio in PFN Ligi da neopromossa, la squadra vide il campionato sospeso definitivamente a causa Pandemia di COVID-19 quando era classificata al quarto posto; sempre per via della pandemia furono aboliti i play-off a cui il club avrebbe avuto diritto stante la posizione in classifica.

## Rosa
| N. |                         | Ruolo | Calciatore           |
| -- | ----------------------- | ----- | -------------------- |
| 2  | Kirghizistan (bandiera) | D     | Valeri Kichin        |
| 4  | Russia (bandiera)       | C     | Aleksandr Eliseev    |
| 6  | Russia (bandiera)       | D     | Sergej Šustikov      |
| 7  | Russia (bandiera)       | C     | Aleksandr Ryazantsev |
| 9  | Russia (bandiera)       | A     | Vladislav Adaev      |
| 10 | Russia (bandiera)       | A     | Igor Lebedenko       |
| 11 | Russia (bandiera)       | C     | Konstantin Kertanov  |
| 15 | Russia (bandiera)       | C     | Aleksandr Orekhov    |
| 16 | Russia (bandiera)       | D     | Maksim Shorkin       |
| 17 | Russia (bandiera)       | C     | Filipp Dvoretskov    |
| 20 | Russia (bandiera)       | C     | Artur Galoyan        |
| 24 | Russia (bandiera)       | C     | Andrey Lyakh         |
| 28 | Russia (bandiera)       | D     | Ruslan Magal         |
| 33 | Russia (bandiera)       | A     | Ivan Sergeev         |
| 44 | Russia (bandiera)       | D     | Artem Samsonov       |
| 47 | Russia (bandiera)       | D     | Sergey Bozhin        |

| N. |                   | Ruolo | Calciatore           |
| -- | ----------------- | ----- | -------------------- |
| 51 | Russia (bandiera) | P     | Vitali Botnar        |
| 52 | Russia (bandiera) | C     | Ravil Netfullin      |
| 72 | Russia (bandiera) | C     | Astemir Gordyushenko |
| 74 | Russia (bandiera) | P     | Mikhail Filippov     |
| 79 | Russia (bandiera) | A     | Aleksandr Rudenko    |
| -  | Russia (bandiera) | P     | Aleksey Kenyaykin    |
| -  | Russia (bandiera) | P     | Nikolay Tsygan       |
| -  | Russia (bandiera) | P     | Dmitri Tsitsilin     |
| -  | Russia (bandiera) | D     | Ilya Samoshnikov     |
| -  | Russia (bandiera) | D     | Pavel Kaloshin       |
| -  | Russia (bandiera) | D     | Mikhail Bagaev       |
| -  | Russia (bandiera) | C     | Artem Selyukov       |
| -  | Russia (bandiera) | C     | Oleg Kalugin         |
| -  | Russia (bandiera) | C     | Roman Shishkin       |
| -  | Russia (bandiera) | A     | Maksim Maksimov      |
| -  | Russia (bandiera) | A     | Evgenij Tatarinov    |

## Risultati

### Campionato
| Arbitro: | Sergej Ivanov |

|  |           |                  |
|  | Marcatori | 81’ Ivan Sergeev |

| Arbitro: | Vladimir Seldyakov |

|                                     |           |  |
| Sergey Bozhin 14’ Artur Galoyan 59’ | Marcatori |  |

| Arbitro: | Evgeni Kukulyak |

|  |           |                  |
|  | Marcatori | 12’ Ivan Sergeev |

| Arbitro: | Artem Lyubimov |

|                                   |           |                                        |
| Ivan Sergeev 20’ Ivan Sergeev 25’ | Marcatori | 33’ Danila Buranov 81’ Vladislav Adaev |

| Arbitro: | Nikolay Voloshin |

|                                         |           |                  |
| Igor Portnyagin 34’ Maksim Palienko 60’ | Marcatori | 19’ Andrey Lyakh |

| Arbitro: | Evgeni Bulanov |

|                                     |           |                   |
| Artur Galoyan 7’ Igor Lebedenko 61’ | Marcatori | 31’ Amur Kalmykov |

| Arbitro: | Lasha Verulidze |

|  |           |                    |
|  | Marcatori | 82’ Maksim Shorkin |

| Arbitro: | Yan Bobrovskiy |

|                                                                     |           |                   |
| Ivan Sergeev 46’ Ivan Sergeev 52’ (rig.) Sergey Breev 90'+4’ (aut.) | Marcatori | 37’ Artem Fedchuk |

| Arbitro: | Igor Panin |

|                                                     |           |                        |
| Ivan Sergeev 44’ Artur Galoyan 48’ Ivan Sergeev 61’ | Marcatori | 89’ Aleksey Goryushkin |

| Arbitro: | Ivan Sidenkov |

|                                      |           |  |
| Igor Lebedenko 9’ Igor Lebedenko 21’ | Marcatori |  |

| Arbitro: | Pavel Kukuyan |

|  |           |                                               |
|  | Marcatori | 4’ Igor Lebedenko 90'+4’ Aleksandr Ryazantsev |

| Arbitro: | Nikolay Voloshin |

|                   |           |  |
| Sergey Bozhin 17’ | Marcatori |  |

| Arbitro: | Anton Anopa |

|                                     |           |                    |
| Ivan Sergeev 41’ Igor Lebedenko 50’ | Marcatori | 76’ German Onugkha |

| Arbitro: | Anatoliy Zhabchenko |

|                                           |           |                     |
| Aleksandr Ryazantsev 36’ Ivan Sergeev 69’ | Marcatori | 64’ Dmitriy Pletnev |

| Arbitro: | Igor Panin |

|                 |           |  |
| Ilya Petrov 81’ | Marcatori |  |

| Arbitro: | Kirill Levnikov |

|                                                               |           |  |
| Nikolay Pokidyshev 30’ (aut.) Aleksandr Ryazantsev 74’ (rig.) | Marcatori |  |

| Arbitro: | Sergey Cheban |

|                                         |           |                                                                    |
| Aleksandr Rudenko 35’ Petr Volodkin 70’ | Marcatori | 55’ Ilya Samoshnikov 73’ (rig.) Igor Lebedenko 85’ Maksim Maksimov |

| Arbitro: | Pavel Kukuyan |

|  |           |                       |
|  | Marcatori | 85’ Vladislav Sarveli |

| Arbitro: | Ivan Sidenkov |

|                                   |           |                        |
| Ivan Sergeev 16’ Ivan Sergeev 47’ | Marcatori | 52’ Igor Bezdenezhnykh |

| Arbitro: | Yan Bobrovskiy |

|                           |           |                   |
| Mikhail Markin 57’ (rig.) | Marcatori | 51’ Sergey Bozhin |

| Arbitro: | Yunus Koshko |

|                                       |           |                           |
| Sergey Bozhin 45'+1’ Ivan Sergeev 53’ | Marcatori | 63’ Ramazan Gadzhimuradov |

| Arbitro: | Anatoliy Zhabchenko |

|                   |           |                       |
| Radik Yusupov 36’ | Marcatori | 45'+2’ Roman Shishkin |

| Arbitro: | Artem Lyubimov |

|  |           |                                                 |
|  | Marcatori | 19’ (rig.) Aleksandr Stavpets 86’ Artur Sagitov |

| Arbitro: | Lasha Verulidze |

|                                      |           |                  |
| Abdoul Gafar 34’ Eduard Lusikyan 79’ | Marcatori | 42’ Andrey Lyakh |

| Arbitro: | Kirill Levnikov |

|  |           |                                     |
|  | Marcatori | 46’ Nikita Salamatov 70’ Said Aliev |

| Arbitro: | Anatoliy Zhabchenko |

|                                             |           |                                       |
| Konstantin Kovalev 62’ Khachim Mashukov 63’ | Marcatori | 2’ Aleksandr Rudenko 25’ Ivan Sergeev |

| Ivanovo 15 marzo 2020, ore 15:00 27ª giornata | Tekstilščik Ivanovo | 0 – 0 referto | Torpedo Mosca | Stadio Tekstilščik (1.762 spett.)\| Arbitro: \| Yan Bobrovskiy \| |
| Arbitro:                                      | Yan Bobrovskiy      |               |               |                                                                   |

### Coppa di Russia
| Arbitro: | Igor Vertkov |

|                                                              |                      |                                                                |
| Dmitri Sadov 32’ Aleksey Baev 52’ Nikolay Tsygan 112’ (aut.) | Marcatori            | 29’ Maksim Shorkin 90'+6’ Sergey Bozhin 109’ Aleksandr Eliseev |
|                                                              | Tiri di rigore 8 – 9 |                                                                |

| Arbitro: | Evgeni Kukulyak |

|                                        |           |  |
| Maksim Shorkin 36’ Ivan Sergeev 45'+1’ | Marcatori |  |

| Arbitro: | Vasili Kazartsev |

|                  |           |  |
| Ivan Sergeev 53’ | Marcatori |  |

| Arbitro: | Evgeni Kukulyak |

| |           |                  |
| Dmitri Tikhiy 27’ Aleksandr Troshechkin 47’ Dmitri Barkov 57’ Arshak Koryan 82’ Artem Polyarus 85’ | Marcatori | 56’ Ivan Sergeev |